# 哈維峰
哈維峰（Harvey Summit），是南極洲的山峰，位於維多利亞地的斯科特海岸，處於麥克德莫特冰川源頭，屬於皇家學會嶺的一部分，海拔高度2,644米，現時由南極條約體系管理。